# Сумнагінська культура
Сумнагінська культура — мезолітична археологічна культура Східного Сибіру. 
Виділена Ю. О. Мочановим в 1966 році, назва по стоянці Сумнагін у верхів'ях Алдану.
Датується X-VI тис. до Р. Х.
 
(атлантичний період кліматичного оптимуму, коли температура була значно вища за сучасну).

## Розташування
Поширювалася з півдня аж до Сибірського Заполяр'я: від басейнів Алдану, середньої течії Лени та Вілюю на півдні до півострова Таймир (Тагенар VI) та низовий Колими (Пантелеїха III) на півночі.

## Економіка
Основу господарства становило полювання на лося.

## Матеріальна культура
Носії культури жили в легких круглих у плані житлах (чум). 
На залишках поселень знайдено кістяні наконечники дротиків та шил, що свідчить про існування у носіїв культури теплого арктичного одягу зі шкур убитих тварин. 
Мешканці Жоховської стоянки, розташованої на острові Жохова у Східносибірському морі, 9,5 тис. років тому займалися виведенням їздових собак 
..

## Генетичні зв'язки
Сумнагінська культура прийшла на зміну дюктайській культурі. Потім її змінили племена сиалахської культури. 
Після того, як на територію сумнагінців на рубежі V—IV тис. до Р. Х. з півдня стали мігрувати представники нової культури, частина сумнагінців покинула свій ареал і пішла на Аляску, де вони стали одним із етнічних компонентів протоескімосів і протоалеутів 
.